# 657
657 (DCLVII) fue un año común comenzado en domingo del calendario juliano, en vigor en aquella fecha.

## Acontecimientos
- Vitaliano sucede a Eugenio I como papa.
- El Imperio bizantino reorganiza sus provincias occidentales.[1]

## Nacimientos
- Huberto de Lieja, santo católico.

## Fallecimientos
- Clodoveo II, rey de los francos.
- Talorcan I, rey de los pictos.